# Área Protegida San Nicolás
El Área Protegida Municipal San Nicolás y las serranías que la rodean tienen valor paisajístico, esta unidad comprende un complejo sistema de diferentes tipos de bosques, ambientes acuáticos y zonas en las que el hombre desarrolla sus actividades productivas. Está ubicada en la Provincia Gran Chaco del Departamento de Tarija y colinda con la Provincia O’Connor y Arce, al sur de Bolivia. La zona está bajo la jurisdicción del Municipio Caraparí y forma parte del área presenta una influencia de las comunidades:  Pampa Redonda (Río Chiquiaca) y de San Nicolás (Río San Nicolás), limita al Sur y oeste con la Reserva Nacional de Flora y Fauna Tariquía. Relictos de selva montana del Boliviano Tucumano mejor conservados del departamento, presenta una diversidad de especies de aves y mamíferos, con una extensión de 16550 hectáreas

## Nivel de protección
El propósito es conservar las condiciones del ecosistema de la selva montana de la Serranía de San Nicolás, para mantener la calidad del régimen hidrológico, biodiversidad, recursos genéticos, servicios ambientales que estos prestan en beneficio de la población del municipio y la sociedad en general.
- Ordenanza Municipal Nº 004/2004[2]

## Atractivos
- Lugar único y exótico, pues es beneficiado con paisajes naturales.
- Flora y fauna.

## Aspectos Socioeconómicos
- Agricultura y Ganadería.
- Turismo (Cuevas formadas por gigantes rocas, en cuanto a su valor histórico, sus habitantes revelan que en este lugar se encontraron restos de indígenas chané – chiriguano de hace aproximadamente 2.500 años).[3]

## Amenazas
- Extracción ilegal de madera,
- Pesca con dinamita
- Cacería indiscriminada